# PR-CV 241
El PR-241 o PR-CV-241 es una ruta de senderismo de pequeño recorrido de la Comunidad Valenciana. Tiene una longitud de 16 km que se recorre en unas cuatro horas. La ruta es circular y tiene una dificultad media-alta.

## Descripción
En Vall de Uxó (Castellón) pasa por la cueva turística de Vall de Uxó de la que se puede visitar el 25 %, es semiacuática por lo que gran parte del recorrido se realiza en barca. Con zonas de profundidad máxima de 11 o 12 metros, el agua abastece a la comarca.
Durante el recorrido encontraremos distintas fuentes. La altura máxima del recorrido ronda en torno a los 550 metros (sobre el último cuarto del mismo) y el comienzo sobre los 150 metros.
Todo el recorrido está marcado con las dos líneas horizontales blanco y amarillo típicas del recorrido pequeño.